# 小行星7263
小行星7263（英語：7263 Takayamada）是一颗围绕太阳公转的小行星。1995年2月21日，小林隆男在大泉町发现了此天体。
这颗小行星的绝对星等为268.01244等。